# فرانك ريموند ليفيز
فرانك ريموند ليفيز (بالإنجليزية: F. R. Leavis)‏ (14 يوليو 1895-14 أبريل 1978) هو ناقد أدبي بريطاني عاش في أوائل القرن العشرين ومنتصفه. عمل في معظم حياته المهنية بالتدريس في كلية داونينغ في جامعة كامبريدج ثم في جامعة يورك (إنجلترا).

## الحياة اللاحقة والعمل
تزوج ليفيز من إحدى طالباته، وتُدعى كويني روث في عام 1929، وأسفر هذا الزواج عن تعاون الزوجين في العديد من الأعمال الهامة. كان عام 1932 عام العجائب (أنوس ميرابيليس باللغة اللاتينية) بالنسبة للزوجين، فنشر ليفيز في هذا العام  كتاب الاتجاهات الجديدة في الشعر الإنجليزي ونشرت زوجته كتابي الخيال والقراءة العامة، وأسسا مجلة سكروتيني الأدبية النقدية الدورية. أسس غوردون فريزر، وهو أحد طلاب ليفيز، دور نشر صغيرة تُدعى «مطابع الأقلية» في عام 1930، وعمل عدة سنوات منفذًا إضافيًا لعمل ليفيز وبعض طلابه.
عُيِّن ليفيز مديرًا للدراسات في قسم اللغة الإنجليزية في كلية داونينغ في عام 1931 حيث عمل مدرّسًا أيضًا مدة الثلاثين عامًا القادمة. أسس ليفيز بعد ذلك مجلة سكروتيني الأدبية النقدية، واستمر بالعمل محررًا حتى عام 1953، واستخدمها أداةً للنقد الجديد في جامعة كامبريدج، ودعم المعايير الفكرية الصارمة وهاجم النخبوية الهاوية التي اعتقد أنها ميزت مجموعة بلومزبري. قدمت مجلة سكروتيني منتدى للتعريف بالعمل المعاصر المهم، وبشكل أكثر شيوعًا، لمراجعة مجموعة المبادئ والقواعد التقليدية اعتمادًا على معايير جادة. وُجِّه هذا النقد عن طريق اهتمام المعلم بتقديم ما هو أساسي بالنسبة للطلاب مع مراعاة القيود الزمنية والخبرة المحدودة.
كان كتاب الاتجاهات الجديدة في الشعر الإنجليزي أول كتاب نقدي كبير ينشره ليفيز، إذ وفر هذا الكتاب لمحة عن مواقفه النقدية. نُسب ليفيز بشكل متكرر (وغالبًا بشكل غير صحيح) إلى المدرسة الأمريكية للنقد الجديد، وهي مجموعة دعت إلى القراءة العميقة والتحليل النصي المفصّل للشعر أو الاهتمام بتفكير الشاعر وشخصيته والمصادر وتاريخ الأفكار والآثار السياسية والاجتماعية. يتميز ليفيز عن مدرسة النقد الجديد على الرغم من التشابه الواضح بين نهجهما (خاصةً أن كلاهما يأخذان العمل الفني نفسه باعتباره المحور الرئيس للمناقشة النقدية)، ويعود سبب ذلك إلى عدم تبنيه ومعارضته لنظرية القصيدة باعتبارها قطعة فنية جمالية ورسمية قائمة ومكتفية ذاتيًا ومعزولة عن المجتمع والثقافة والتقاليد التي بثقت منها. كان كتاب الاتجاهات الجديدة، الذي كُرِّس بشكل أساسي للشاعر الإنجليزي جيرارد مانلي هوبكنز وويليام بتلر ييتس وتوماس ستيرنز إليوت وعزرا باوند، محاولة للتعريف بالإنجازات الجديدة الأساسية في الشعر الحديث. ناقش الكتاب عمل رونالد بوترال الذي لم تُذكر أهميته بشكل مؤكد من قبل القراء والنقاد فلم يُثنَ عليه.
نشر ليفيز كتابًا بعنوان «من أجل الاستمرارية»، وكان مجموعة مختارة من مقالات منشورة مسبقًا في مجلة سكروتيني في عام 1933. شدد هذا الكتاب -جنبًا إلى جنب مع كتاب الثقافة والبيئة (الذي كان نتيجة جهد مشترك مع المؤلف دينيز تومبسون)- على أهمية وجود نخبة فكرية مستنيرة مميزة مدربة تدريبًا عاليًا، إذ يساعد وجودها داخل أقسام اللغة الإنجليزية بالجامعة في الحفاظ على الاستمرارية الثقافية للحياة والأدب الإنجليزي. ناقش ليفيز في كتاب «في التعليم والجامعة» (1943) بأنه «هناك إنجاز ثقافي سابق للغة، فاللغة ليست أداة قابلة للانفصال إلى الفكر والتواصل. إنها تجسيد تاريخي لافتراضات مجتمعها وتطلعاته على مستويات تُعتبر مموهة للغاية في معظم الوقت وأن اللغة هي فهرسها الوحيد».
يُنظر إلى ليفيز أحيانًا على أنه ساهم في أساطير الكاتبة ماري إنغلاند بفكرته عن «المجتمع العضوي» والذي عنى بها مجتمعًا ذو ثقافة عميقة الجذور ومكتفية ذاتيًا محليًا مدعيًا وجودها في قرى إنجلترا في القرن السابع عشر والثامن عشر، وقد دمرها ظهور الآلات والثقافة الجماهيرية التي أدخلتها الثورة الصناعية. اقترح مؤرخو الحقبة أن الفكرة استندت إلى قراءة خاطئة للتاريخ وأن مثل هذه المجتمعات لم تكن موجودة أبدًا. لم يدعم مؤرخو التاريخ المبكر لبريطانيا الحديثة فكرة المجتمع العضوي.
ركز ليفيز اهتمامه على الخيال في عام 1948، وأدلى ببيان عام حول الرواية الإنجليزية بعنوان «التقليد العظيم» الذي تبع فيها هذا التقليد المزعوم من خلال الروائية جاين أوستن وجورج إليوت وهنري جيمس وجوزيف كونراد. ألحّ ليفيز وأتباعه على استبعاد بعض المؤلفين الرئيسين مثل تشارلز ديكنز ولورنس ستيرن وتوماس هاردي من قائمة الكتاب الخاصة به، ووصفوا ديكنز بأنه «مجرد فنان ترفيهي». غيّر ليفيز من موقفه هذا بعد أن أُعيد تقييم ديكنز من قبل إدموند ويلسون وجورج أورويل ونشر كتاب ديكنز الروائي في عام 1970. يمكن أن يكون لانتقاص ليفيز من قدر هاردي أضرار على سلطة ليفيز في تلك الفترة.[بحاجة لمصدر]
توفي ليفيز في عام 1978 عن عمر يناهز 82 عامًا بعد أن حصل على وسام رفقاء الشرف في جوائز العام الجديد السابقة. توفيت زوجته كوين دي. ليفيز في عام 1981. جُسِّد ليفيز  بشخصية رئيسة تقمصها الممثل إيان هولم في عام 1991 بفلم بعنوان «آخر الرومانسيين» عُرض على قناة بي بي سي التلفزيونية. تركز القصة على علاقته مع معلمه السير آرثر كويلر كوتش والطلاب. كان ليفيز موضوع سلسلة من المؤتمرات في جامعة يورك وكلية داونينغ في جامعة كامبريدج تجسد موضوعها بإعادة خلق الاهتمام بأعماله في الآونة الأخيرة.

## نقد

### النقد الشعري
وُصف ليفيز في أغلب الأوقات على أنه ناقد أفضل للشعر من الروايات. هاجم ليفيز في كتاب الاتجاهات الجديدة في الشعر الإنجليزي المثالية الشعرية الفيكتورية، ويشير ذلك إلى أن شعر القرن التاسع عشر سعى إلى الشاعرية، وأظهر انفصالًا عن الفكر والشعور وانفصالًا عن العالم الواقعي. يمكن التعرف بسهولة على تأثير ت. س. إليوت في انتقاداته للشعر الفيكتوري، واعترف ليفيز بذلك قائلًا في كتابه بعنوان «السعي المشترك» إن «السيد إليوت هو الذي جعلنا ندرك تمامًا ضعف هذا التقليد». ظهر اعتماد ليفيز على إليوت في كتابه الذي أصدره لاحقًا بعنوان «إعادة التقييم» بشكل كبير، ولكن ليفيز أظهر حاسة فردية نقدية عملت بطريقة جعلت منه أحد النقاد الحديثين المتميزين.
أعلن ليفيز عن تأثره المبكر بشعر ت. س. إليوت وإيزرا بوند وكذلك قراءة هوبكينز بشكل كبير عبر اعترافه بعظمتهم. لم يتأثر احترام الناس للشاعر جون ميلتون بعد أن انتقده ليفيز. أُعيدت طباعة العديد من أفضل تحليلاته للقصائد في عمله الأخير بعنوان «المبدأ الحي».

### النقد الروائي
ذكر مبدأ ليفيز الرئيس (بصفته ناقدًا للرواية) أن الروائيين العظماء يظهرون اهتمامًا أخلاقيًا مكثفًا في الحياة، وأن هذه المصلحة الأخلاقية تحدد طبيعة أسلوبهم الخيالي. تميز جميع المؤلفين ضمن هذا «التقليد» بموقف جاد أو مسؤول تجاه التعقيد الأخلاقي للحياة ومن بينهم جاين أوستن وجورج إليوت وهنري جيمس وجوزيف كونراد وديفيد هربرت لورانس لورنس ولكنهم استبعدوا توماس هاردي وتشارلز ديكنز. حاول ليفيز في كتاب «التقليد العظيم» عرض مفهومه للعلاقة الصحيحة بين الأسلوب والتعبير والمصلحة الأخلاقية والفن والحياة. أثبتت هذه القضية جدليتها في العالم النقدي حيث رفض ليفيز فصل الفن عن الحياة أو الجمالية أو الرسمية عن الأخلاقية. أصرّ على أن انشغال الروائي الكبير بالأسلوب هو أمر مسؤول تجاه مصلحة أخلاقية غنية، وأن الأعمال الفنية ذات الاهتمام الرسمي المحدود ستكون دائماً أقل جودة.[بحاجة لمصدر]

## روابط خارجية
- فرانك ريموند ليفيز على موقع الموسوعة البريطانية (الإنجليزية)